# 倉石隆
倉石 隆（くらいし たかし、大正5年（1916年）1月20日 - 平成10年（1998年）11月19日）は、新潟県高田市（現上越市）に生まれた洋画家。

## 来歴
太平洋美術学校で学び、自由美術協会を経て昭和39年（1964年）、主体美術協会の創立会員となる。人物油彩画を中心に制作した。書籍や新聞雑誌の挿絵も多く手がけた。
昭和62年（1987年）、脳梗塞で倒れて右半身と言語機能を失うも左手で制作を続け「左手のデッサン帳」の出展を重ねた。平成10年（1998年）に82歳で死去。 
上越市の樹下美術館に常設展示されている。
平成7年（1995年）9月から10月にかけて新潟市美術館で倉石隆展が開催された。